# 新主体性文学
新主体性文学（Neue Subjektivität）是联邦德国文学界1970年代初期出现的一种文学现象。一些中青年作家曾经带着改造社会的理想参加了新左派运动，理想破灭后从关注社会政治转向自我，强调个人和主体的存在。他们提倡非理性主义与唯意志论。代表作家有彼得·施耐德、彼得·汉德克、尼古拉斯·伯恩、博多·斯特劳斯、加布里埃莱·沃曼等。